# Руденька (Житомирский район)
Руденька (укр. Руденька) — село на Украине, находится в Житомирском районе Житомирской области.
Код КОАТУУ — 1822080603. Население по переписи 2001 года составляет 37 человек. Почтовый индекс — 12424. Телефонный код — 8 – 0412. Занимает площадь 0,214 км².

## Адрес местного совета
12423, Житомирская область, Житомирский р-н, с. Буки, ул. Гагарина, 2